# Liste der denkmalgeschützten Objekte in Svojšín
Grundlage dieser Liste der denkmalgeschützten Objekte in Svojšín ist die ÚSKP-Liste (Ústřední seznam kulturních památek České republiky, deutsch Zentrale Liste der Kulturdenkmäler der Tschechischen Republik), die von der tschechischen Denkmalschutzbehörde NPÚ (Národní památkový ústav, deutsch Nationale Denkmalbehörde) seit 1987 geführt wird und an die seit dem Jahr 1850 geschaffenen Listen anschließt.

## Denkmalgeschützte Objekte nach Ortsteilen

### Svojšín
| Lage                                                             | Objekt                       | Beschreibung                 | ÚSKP-Nr.                  | Bild            |
| ---------------------------------------------------------------- | ---------------------------- | ---------------------------- | ------------------------- | --------------- |
| Svojšín 1 (Standort)                                             | Schloss Svojšín              | Schloss                      | 40608/4-1951 Info Katalog | Schloss Svojšín |
| Dorfplatz ()                                                     | Brunnen                      | Brunnen                      | 25239/4-1954 Info Katalog |                 |
| zwischen Pfarrhaus und Schloss im nördlichen Ortsteil (Standort) | Kirche hl. Petrus und Paulus | Kirche hl. Petrus und Paulus | 17318/4-1952 Info Katalog | weitere Bilder  |
| Svojšín 36, westlich der Kirche (Standort)                       | Pfarrhaus                    | Pfarrhaus                    | 40065/4-1953 Info Katalog | BW              |

### Nynkov
| Lage              | Objekt          | Beschreibung                                        | ÚSKP-Nr.            | Bild |
| ----------------- | --------------- | --------------------------------------------------- | ------------------- | ---- |
| Nynkov (Standort) | Bauernhof Nr. 2 | Bauernhof Nr. 2, davon nur: Kornspeicher und Ställe | 103655 Info Katalog | BW   |

### Řebří
| Lage                                                                               | Objekt             | Beschreibung                                               | ÚSKP-Nr.            | Bild           |
| ---------------------------------------------------------------------------------- | ------------------ | ---------------------------------------------------------- | ------------------- | -------------- |
| etwa 300 m nordwestlich der Ortschaft, im Wald östlich des Šárka-Baches (Standort) | jüdischer Friedhof | jüdischer Friedhof, auch zu Svojšín oder Ošelín gerechnet. | 102422 Info Katalog | weitere Bilder |